# 大森 (鹿角市・八幡平市)

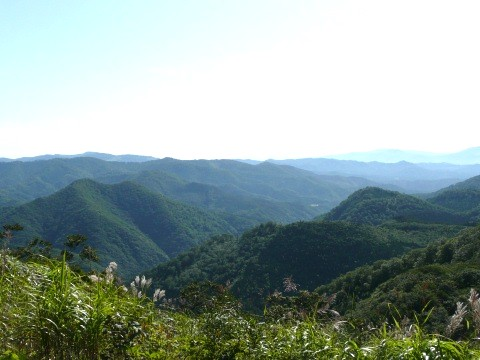
二ッ森と大森

大森（おおもり）は、秋田県鹿角市と岩手県八幡平市との境界に位置する山である。

## 概要
標高713m。瀬ノ沢川（米代川水系）流域にある。
両県境の指標となっており、瀬ノ沢川右岸にある大森と左岸にある二ッ森を結ぶ線が県境となっている。
この県境から上流（秋田県側）には、かつて花輪鉱山があり、主として銅鉱石を採掘して栄えたが今は廃鉱になっている。
さらに上流にはかつて細地鉱山があり、同じく銅鉱石を採掘していた。

## 近くの山
- 二ッ森